# Theodor Fliedner

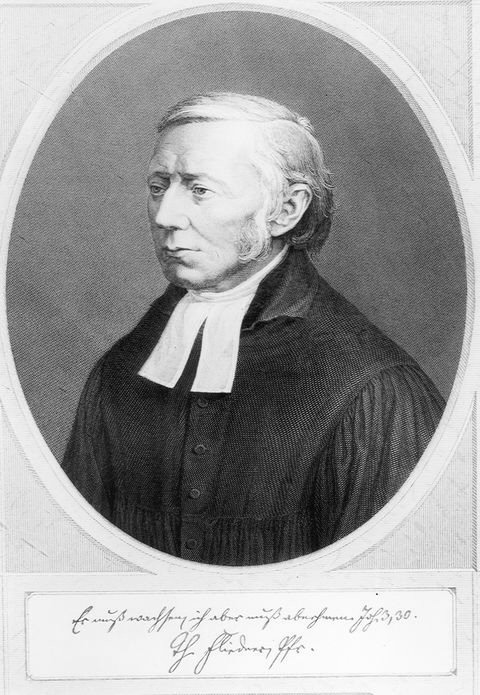
Theodor Fliedner, Stahlstich von Eduard Rittinghaus

Georg Heinrich Theodor Fliedner (* 21. Januar 1800 in Eppstein; † 4. Oktober 1864 in Kaiserswerth) war ein deutscher evangelischer Pastor, Sozialreformer und Gründer der Kaiserswerther Diakonie. Er gilt, gemeinsam mit seinen Ehefrauen Friederike Münster und Caroline Bertheau, als Erneuerer des apostolischen Diakonissenamtes. Seine Arbeit in der Krankenpflege war wegweisend für Florence Nightingale, die im Jahr 1850 einige Monate in Kaiserswerth verbrachte.

## Leben

### Kindheit und Jugend

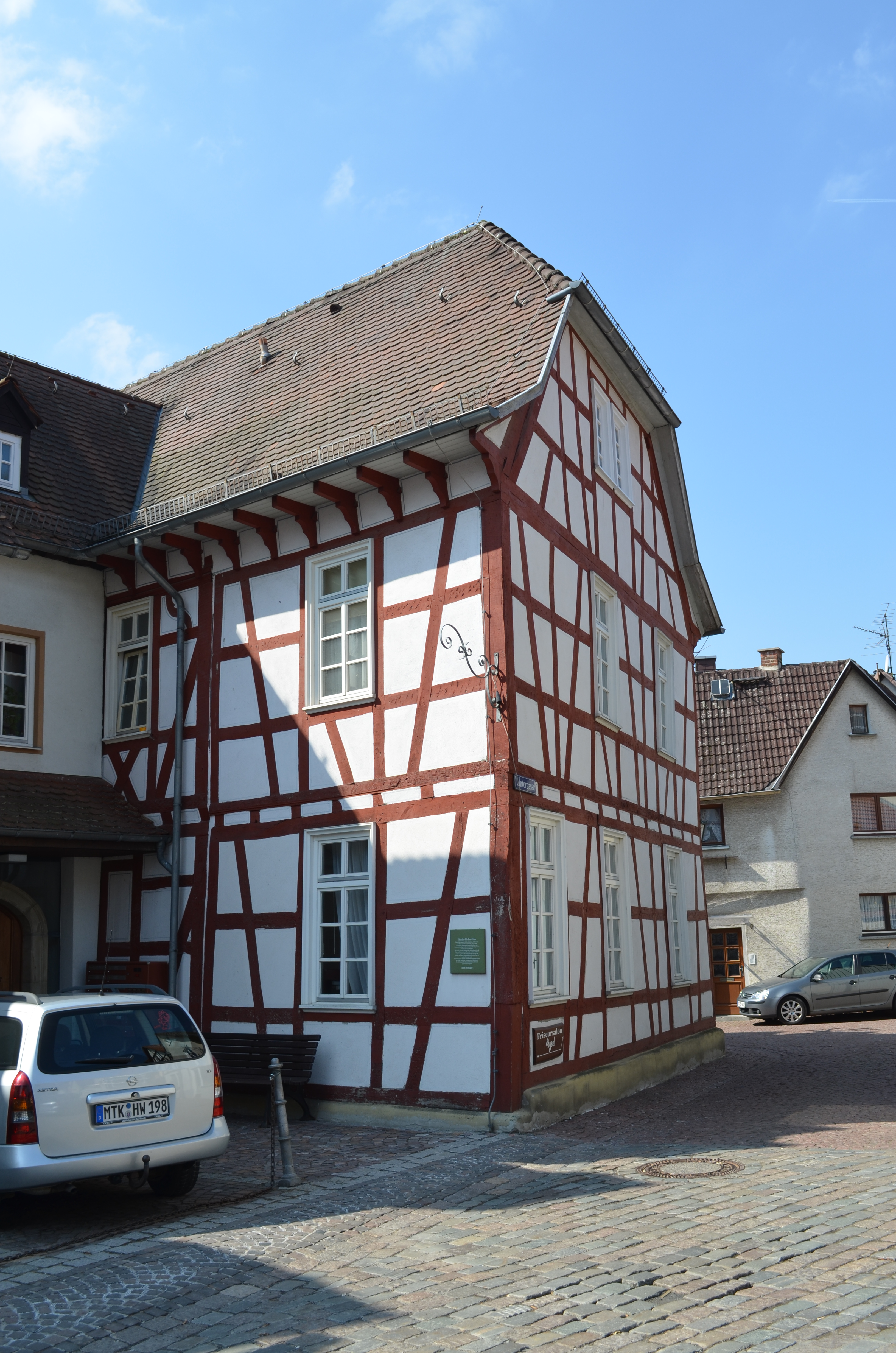
Eppstein, Untergasse 23, das heutige Theodor-Fliedner-Haus, das Geburtshaus Theodor Fliedners

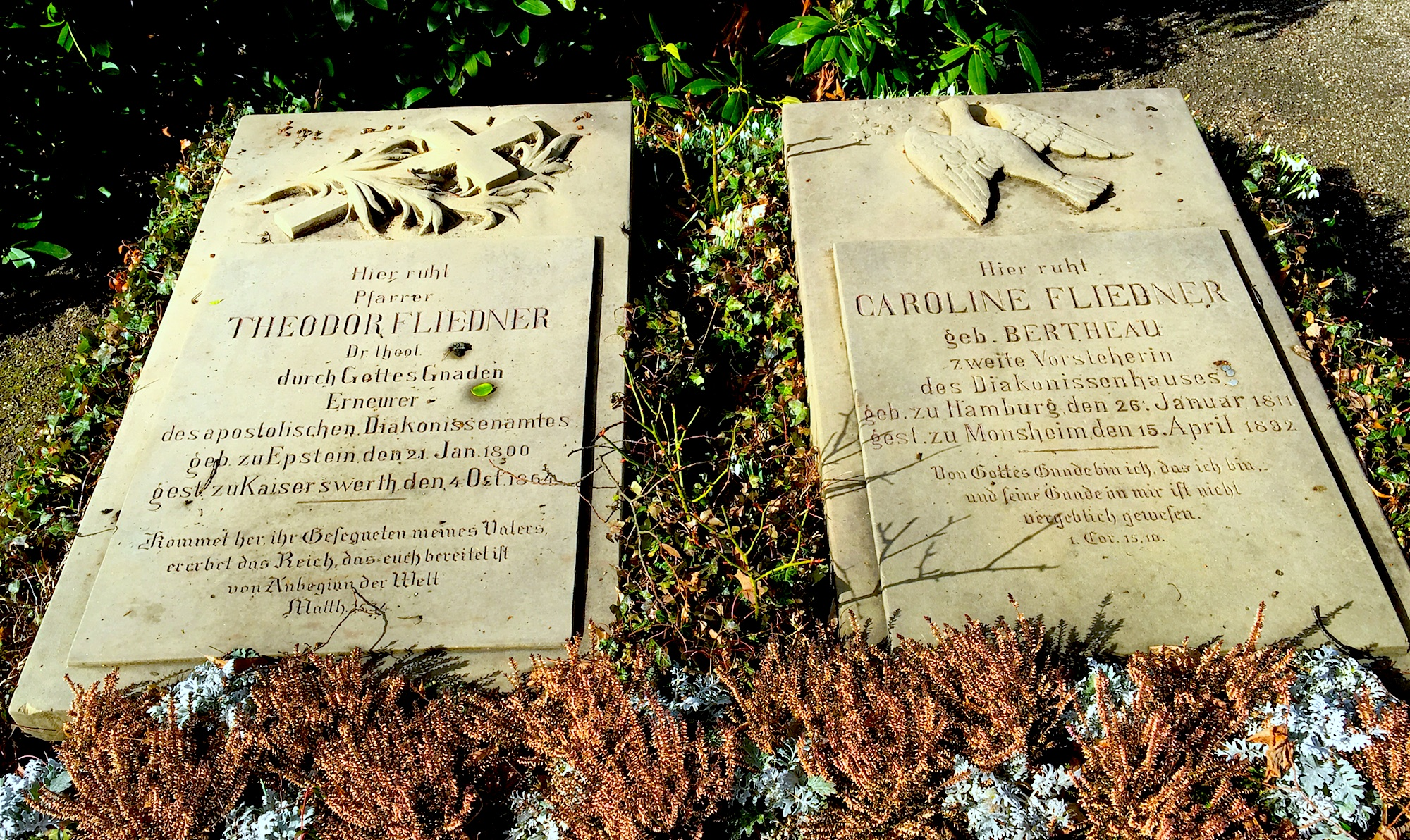
Grabstätte Theodor und Caroline Fliedner auf dem „Friedhof Diakonie“, Schleifergasse, Kaiserswerth

Fliedner wurde im Jahr 1800 als eines der zehn Kinder des Pfarrers Jakob Ludwig Fliedner und dessen Frau Henriette, geb. Jäger geboren. Er wurde zusätzlich zur Schule gemeinsam mit seinen Geschwistern von den Eltern unterrichtet und äußerte früh den Wunsch, ebenfalls Pfarrer zu werden. Der Vater starb, als Fliedner dreizehn Jahre alt war, Mutter und Freunde der Familie ermöglichten ihm den weiteren Besuch des Gymnasiums. 1817 besuchte Fliedner gemeinsam mit seinem Bruder die Universität in Gießen, um mit Hilfe eines Stipendiums evangelische Theologie zu studieren. Während seines Studiums wurde er 1818 Mitglied der Gießener Allgemeinen Burschenschaft Germania. Er wechselte später nach Göttingen und beendete das Studium 1820 am Predigerseminar in Herborn.

### Lebenswerk und berufliches Engagement
1822 wurde Fliedner Pfarrer in Kaiserswerth bei Düsseldorf. Seine in der Minderheit des katholischen Umlandes lebenden Gemeindemitglieder waren schwer von Arbeitslosigkeit und Armut betroffen, und Fliedner versuchte seiner armen Gemeinde einen Kirchen-, Schul- und Armenfonds zu verschaffen. Zunächst suchte er bei den wohlhabenderen Nachbargemeinden Unterstützung, später reiste er mehrfach zu den Zentren der Erweckungsbewegung in den Niederlanden und nach England, um Spenden zu sammeln. Dort begegnete er Elisabeth Fry, die sich in der englischen Gefangenenfürsorge engagierte und deren Arbeit ihn sehr beeindruckte.
1826 gründete Fliedner die „Rheinisch-Westfälische Gefängnis-Gesellschaft“ und engagierte sich für Reformen zur Verbesserung der Lebensumstände Inhaftierter und – zusammen mit dem katholischen Gefängnisseelsorger Friedrich Gerst – für Resozialisierungsmaßnahmen. Unter seiner Leitung entstand auch eine ökumenische Gefängnisseelsorge. Aus Spendengeldern gründete er im September 1833 ein Asyl für entlassene weibliche Strafgefangene, zu dessen Vorsteherin er seine Ehefrau Friederike geb. Münster ernannte. Er hatte sie im Jahre 1828 in Oberbiel (heute Ortsteil von Solms bei Wetzlar) geheiratet; das Paar bekam insgesamt elf Kinder, von denen indes acht im Kindesalter starben. Auch Friederike Fliedner selbst starb  im Alter von 42 Jahren im Kindbett nach der Geburt ihres letzten Kindes. Neben ihrer Rolle als Hausfrau und Mutter war Friederike Fliedner eine ganz wesentliche Stütze ihres Mannes bei der Konzeption und Umsetzung seiner mildtätigen Projekte, die er im Lauf der Zeit ins Leben rief.
Um die schlechten Bildungsverhältnisse der Kinder und Jugendlichen zu verbessern und um so gleichzeitig eine eventuelle Straffälligkeit zu verhindern, errichtete Fliedner 1835 eine Strickschule, 1836 eine Kleinkinderschule und ein Kleinkinder-Lehrerinnenseminar. Fliedner nannte es Lehr- und Erziehungsdiakonie und schon 1837 setzte er ihr das Ziel, „an der Pflege und Erziehung der Kinder mit christlicher Weisheit und Liebe als einer der wichtigsten Angelegenheiten für das ganze Volk“ mitzuarbeiten.
Die katastrophalen Verhältnisse in den Krankenhäusern, in denen überwiegend Wärter und keine Pflegekräfte arbeiteten und die Kranken weitgehend sich selbst überlassen wurden, veranlassten Fliedner, am 13. Oktober 1836 eine „Bildungsanstalt für evangelische Pflegerinnen“ zu gründen, die für eine Verbesserung der pflegerischen Zustände der Patienten sorgen sollte und als erste evangelische Diakonissenanstalt das später errichtete Krankenhaus betreute.
Vorbild der diakonischen Arbeit der „Gemeindeschwestern“ war für Fliedner die Phöbe aus dem Römerbrief (Röm 16,1 ). Er verstand Diakonissen als Dienerinnen Jesu, als Dienerinnen der Kranken und als Dienerinnen untereinander. Um die Diakonissen vor Angriffen zu schützen und um ihre Professionalität zu unterstreichen, gab Fliedner ihnen eine respektable Uniform und stellte Richtlinien auf, die den Tagesablauf der Diakonissen strukturieren und reglementieren sollten. 1838 wurden die ersten Diakonissen in andere Regionen entsandt, es entstanden weitere Diakonissenhäuser in Rheydt, Frankfurt und Kirchheim. Bis zu ihrem Tod im Jahre 1842 leitete Friederike Fliedner die Diakonissenanstalt und das Mutterhaus in Kaiserswerth.
Die Lebensumstände von Frauen und auch die Motivation junger Frauen zu eigenständiger Arbeit im Kontext der Nächstenliebe waren Fliedner ein wesentliches Anliegen. Unter seiner Ägide entstanden 1841 ein Seminar für Lehrerinnen sowie 1842 ein Waisenstift für Mädchen aus den mittleren Ständen. 1842 erwarb Fliedner das Haus in der Wallstraße, heute Fliednerstraße Nr. 16, und richtete dort Verwaltung der Diakonie ein und 1844 das Haus Nr. 20, zeitweilig sein Pfarrhaus, in welchem er auch verstarb. Heute befindet sich hier der Fliednerhof.
Fliedner heiratete 1843 Caroline Bertheau, die sich an der Seite ihres Mannes ebenfalls stark engagierte. 1844 entstand die Pastoralgehülfen- und Diakonenanstalt, aus der die heutige Theodor Fliedner Stiftung hervorging. Im Jahre 1849 gab Fliedner sein Amt als Gemeindepfarrer ab, um sich seinem Werk stärker widmen zu können und insbesondere die notwendigen Spenden für sein Lebenswerk zu sammeln. 1846 begleitete er die ersten Diakonissen in ein Krankenhaus nach England. 1849 besuchte er Nordamerika, mit vier entsandten Schwestern, die auf eine Bitte des lutherischen Geistlichen William Alfred Passavant hin im Pittsburgher Spital, dem heutigen Passavant-Krankenhaus, arbeiten sollten. Im Jahre 1851 konnte er Schwestern nach Jerusalem in Israel begleiten, wo er das Mädcheninternat Talitha Kumi eröffnete. 1852 gründete er in Kaiserswerth eine Heilanstalt für weibliche Gemütskranke.
Drei Jahre vor seinem Tod feierte Fliedner, von einer Ägyptenreise gesundheitlich geschwächt, mit den Schwestern das 25-jährige Jubiläum des Diakonissenwerkes. Zu diesem Zeitpunkt umfasste es 83 Stationen im Ausland und 26 eigenständige Häuser (Diakonissen-Mutterhäuser).
Theodor Fliedner starb am 4. Oktober 1864 in Kaiserswerth. Sein Sohn aus erster Ehe, Georg Fliedner (1840–1916), schrieb eine Biografie seines Vaters. Einer der Söhne aus zweiter Ehe, Fritz Fliedner (1845–1901), wirkte als Theologe in Madrid. Die Tochter Louise heiratete den Theologen Julius Disselhoff, der Nachfolger Fliedners als Leiter der Kaiserswerther Diakonie wurde.

## Werke und Literatur Fliedners

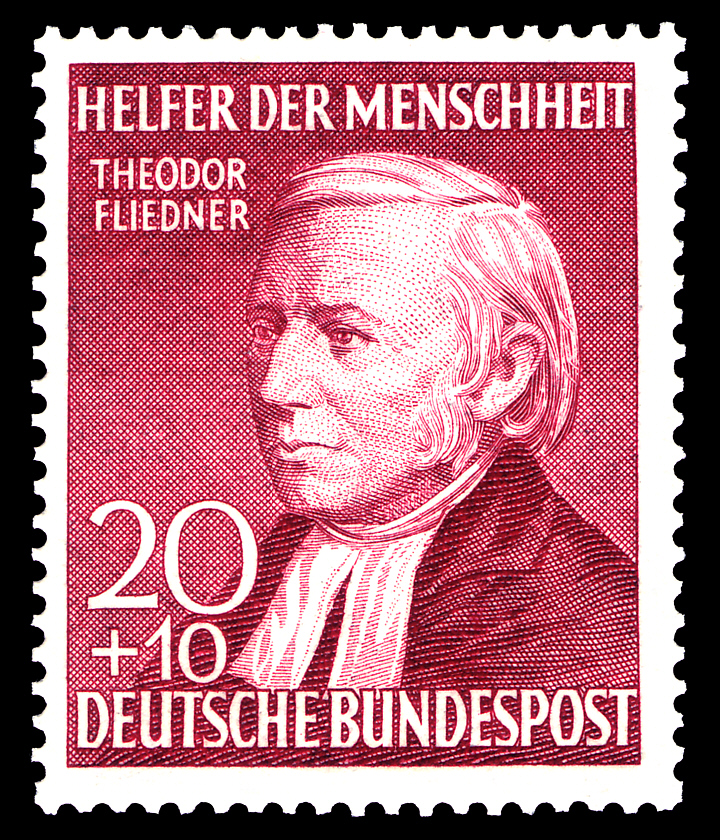
Briefmarke (1952) der Serie Helfer der Menschheit

- Kollektenreise nach Holland und England, 2 Bände; 1831
- Ein Herr, ein Glaube: Sammlung evangelischer Predigten aus dreißig verschiedenen Ländern in und außer Deutschland… Steinhaus, Barmen 1837 Digitalisat
- Kurze Geschichte der Entstehung der ersten evangelischen Liebesanstalten in Kaiserswerth; 1856
- Liederbuch für Kleinkinderschulen; 1842
- Kaiserswerther Volkskalender; ab 1842
- Armen- und Krankenfreund; ab 1849
- Buch der Märtyrer und anderer Glaubenszeugen der evangelischen Kirche, 4 Bände; 1850 ff.
- Schul-Bilderbibel, in 30 Bildern Alten und neuen Testaments. Hrsg. von Theodor Fliedner; Düsseldorf: Arnz, 1843. Digitalisierte Ausgabe der Universitäts- und Landesbibliothek Düsseldorf
- Diakonissen-Liederbuch : mit einem Holzschnitte. [ca. 1857] (Digitalisat)

## Gedenktage
- Evangelische Kirche in Deutschland: 5. Oktober im Evangelischen Namenkalender[5]
- Evangelisch-Lutherische Kirche in Amerika: 4. Oktober[6]